# Garrafa de leite

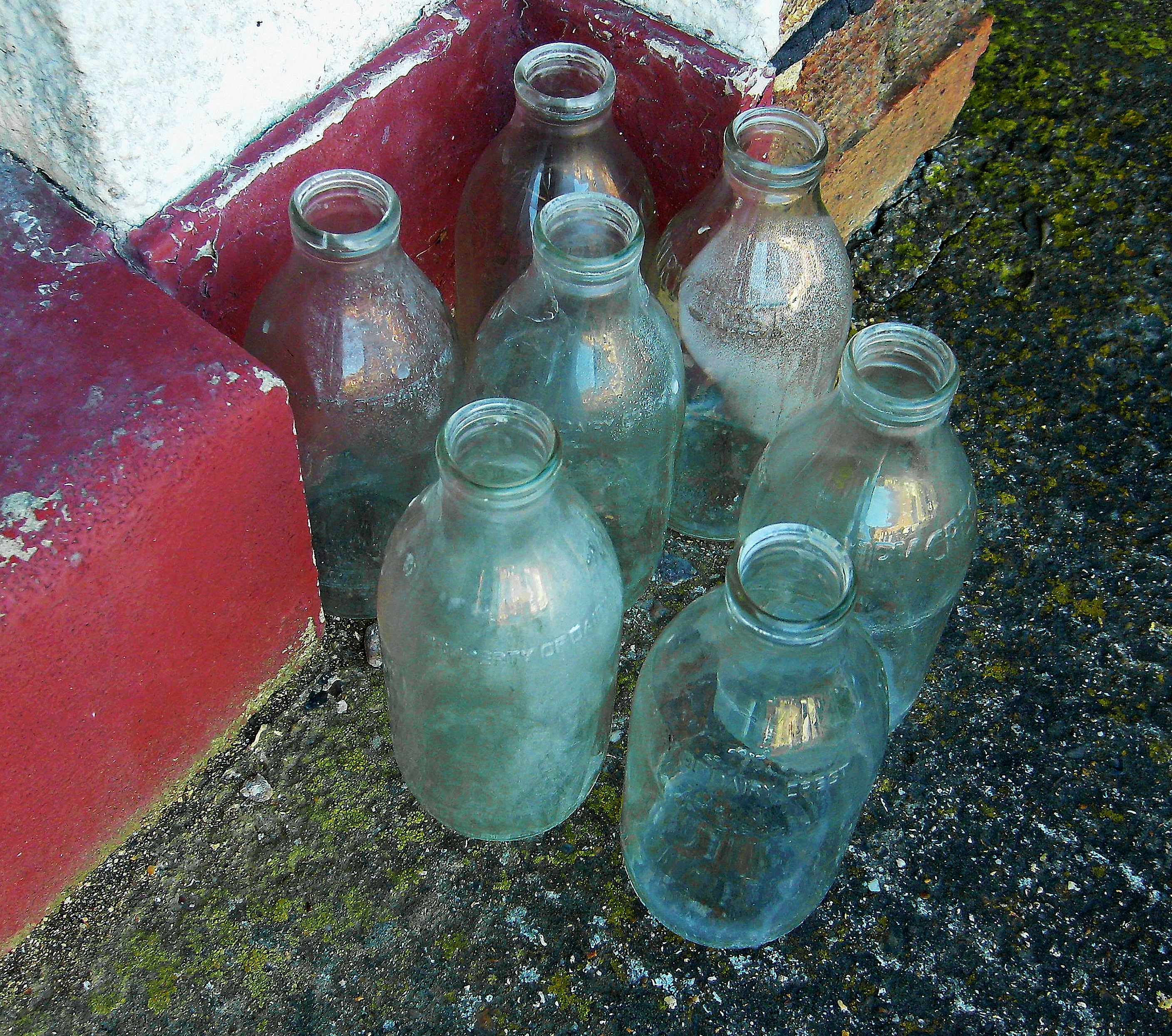
Garrafas de leite à porta

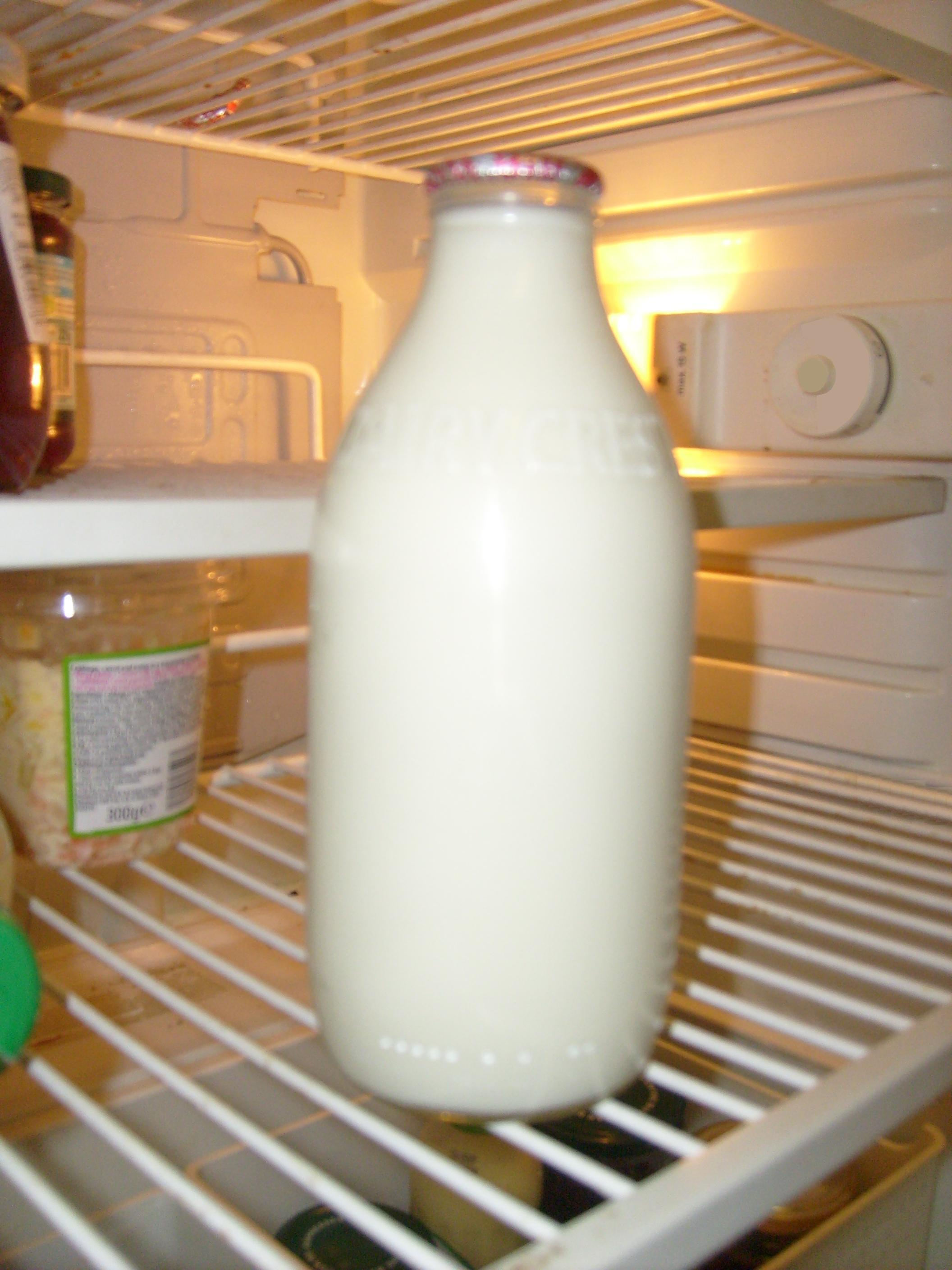
Garrafa de leite britânica

Garrafas de leite são garrafas usadas para o armazenamento e conservação de leite. Podem ser reutilizáveis. Na América do Norte é costume o leite ser distribuído porta-a-porta.

## História
- 1880 - Garrafas britânicas são produzidas pela Express Dairy Company. Eram entregues em carrinhos a força animal e quatro vezes por dia. Eram de porcelana com um arame a prender uma tampa.
- 1894 - Anthony Hailwood desenvolveu um processo de pasteurização par ao leite que lhe permitia ser esterilizado e guardado com segurança por longos períodos. Pôde o leite passar a ser entregue uma só vez ao dia.
- 1920 - Surgem os anúncios em garrafas de leite.
- meados dos anos 1950 - Tampas de cartão são retiradas em muitos locais.
- inícios dos anos 1990 - Desaparecem os anúncios com a introdução de scanners infravermelhos para verificar a higiene das garrafas.